# Dolores Sancho
Dores Sancho Silvestre (Leal Villa do Escorial, 1945) é uma jurista e activista feminista espanhola reconhecida por sua luta contra a corrupção em seu meio trabalhista desde os anos 80.